# Paulskirche (Straßburg)

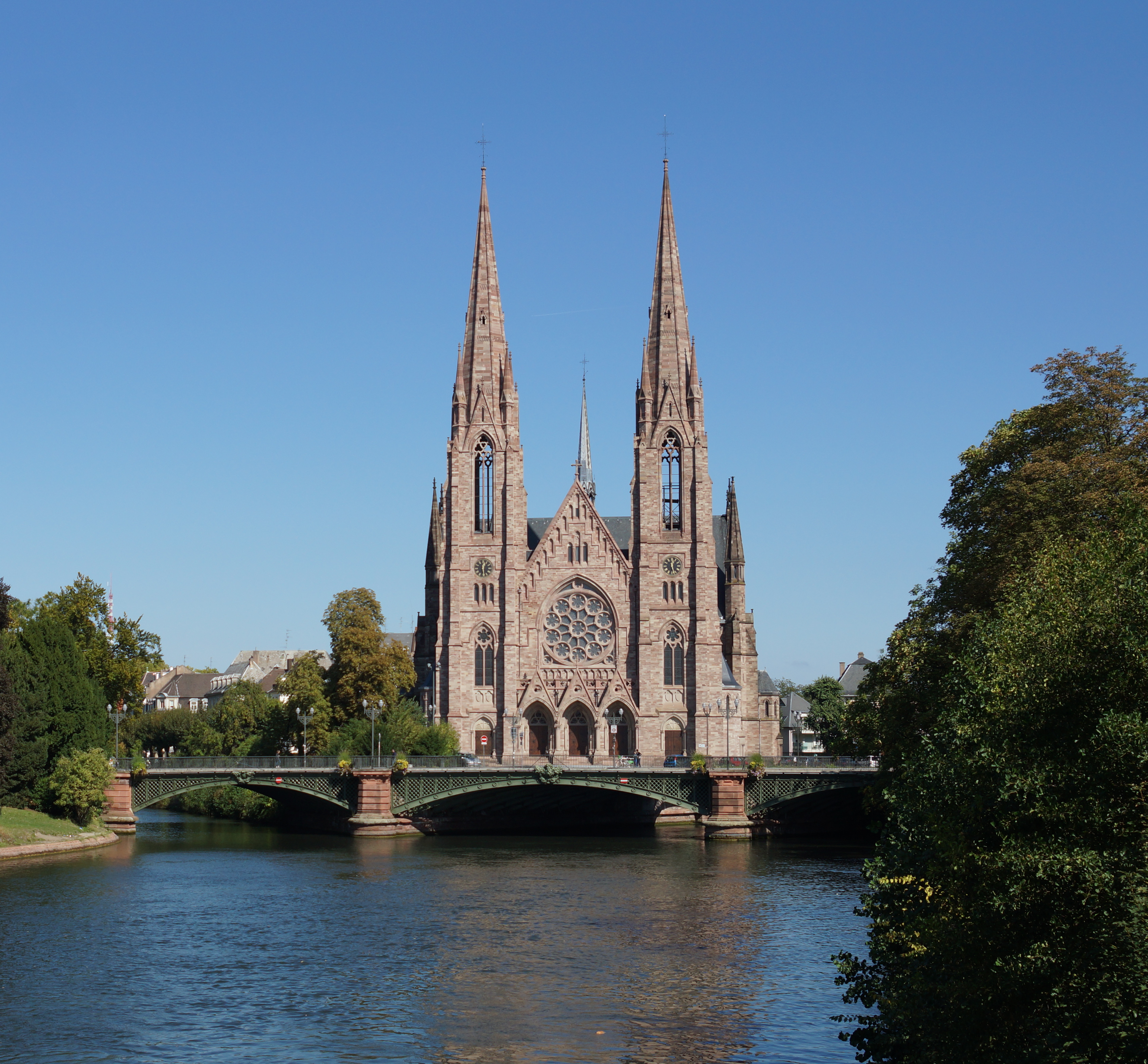
Ansicht der Fassade (September 2015)

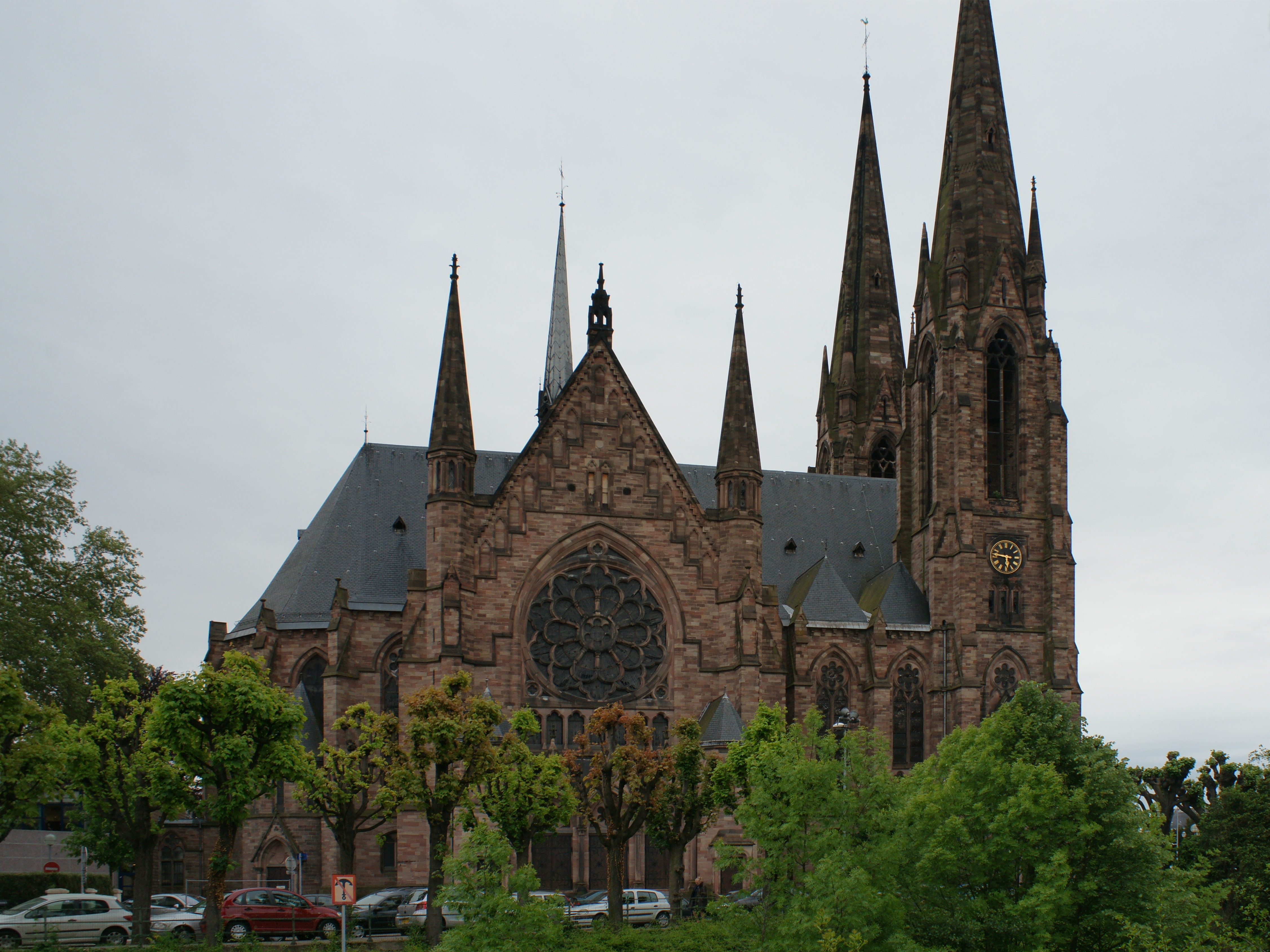
Auch die Querschiffe weisen beeindruckende Fensterrosen auf

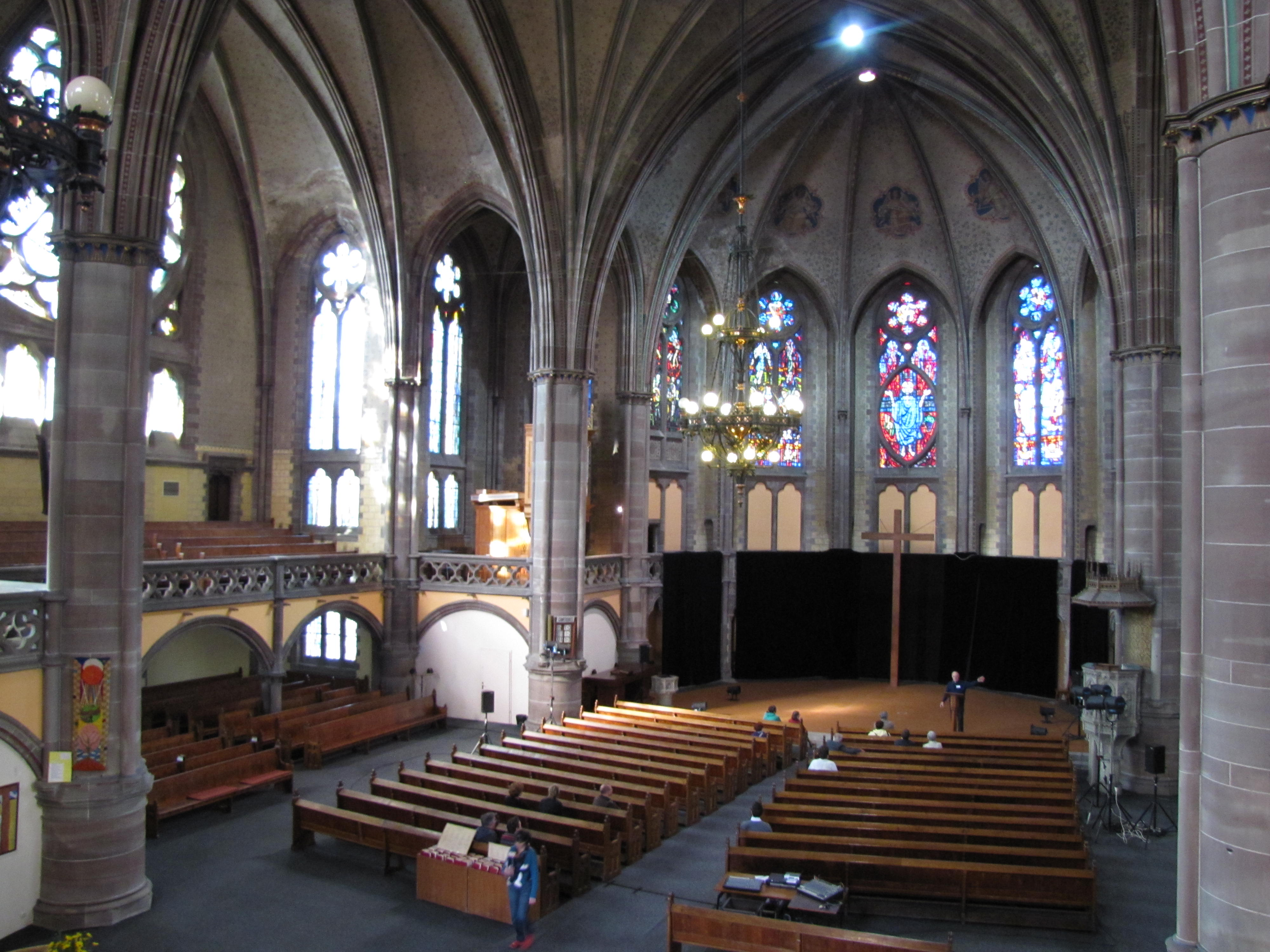
Innenansicht

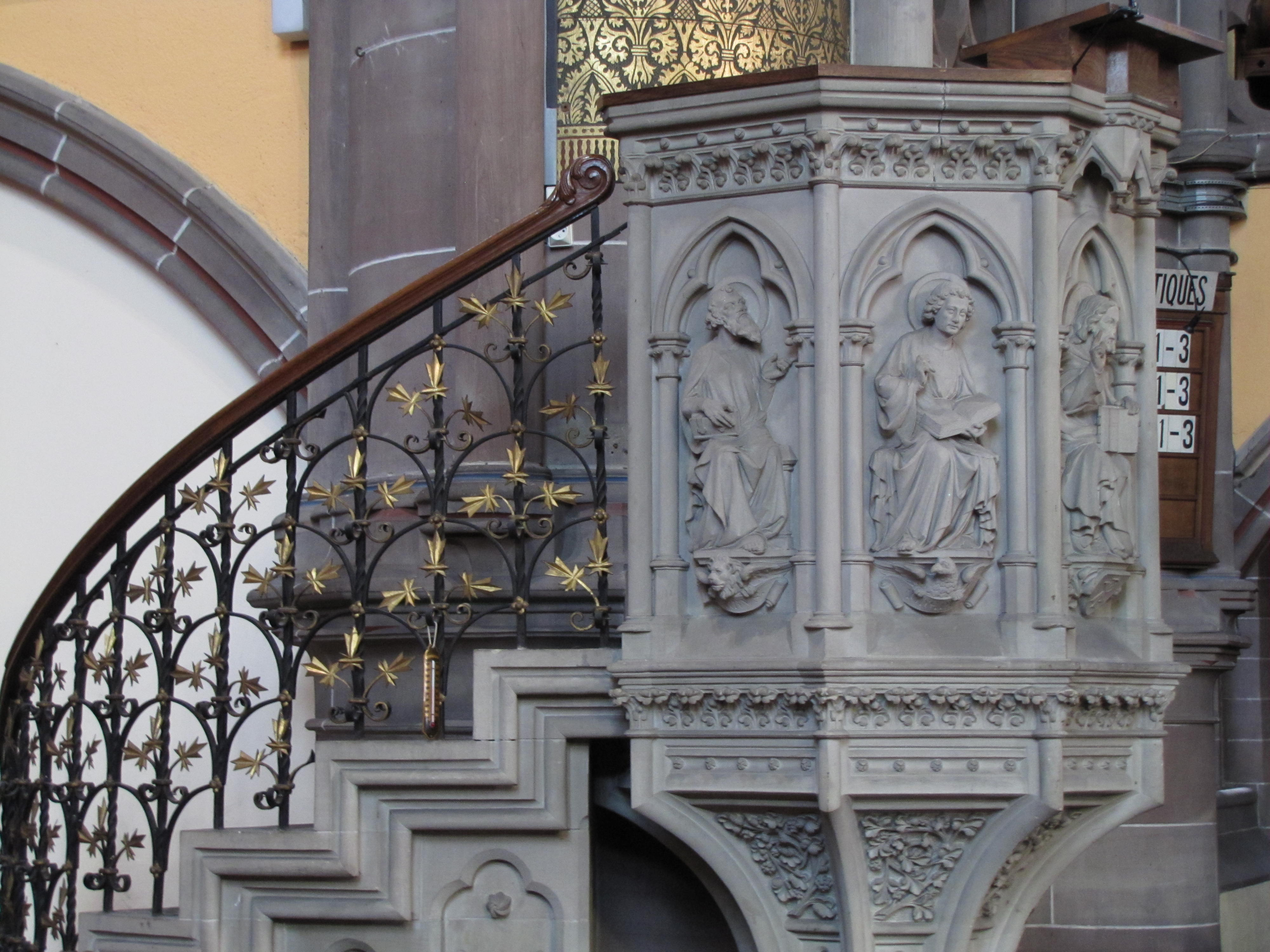
Kanzel

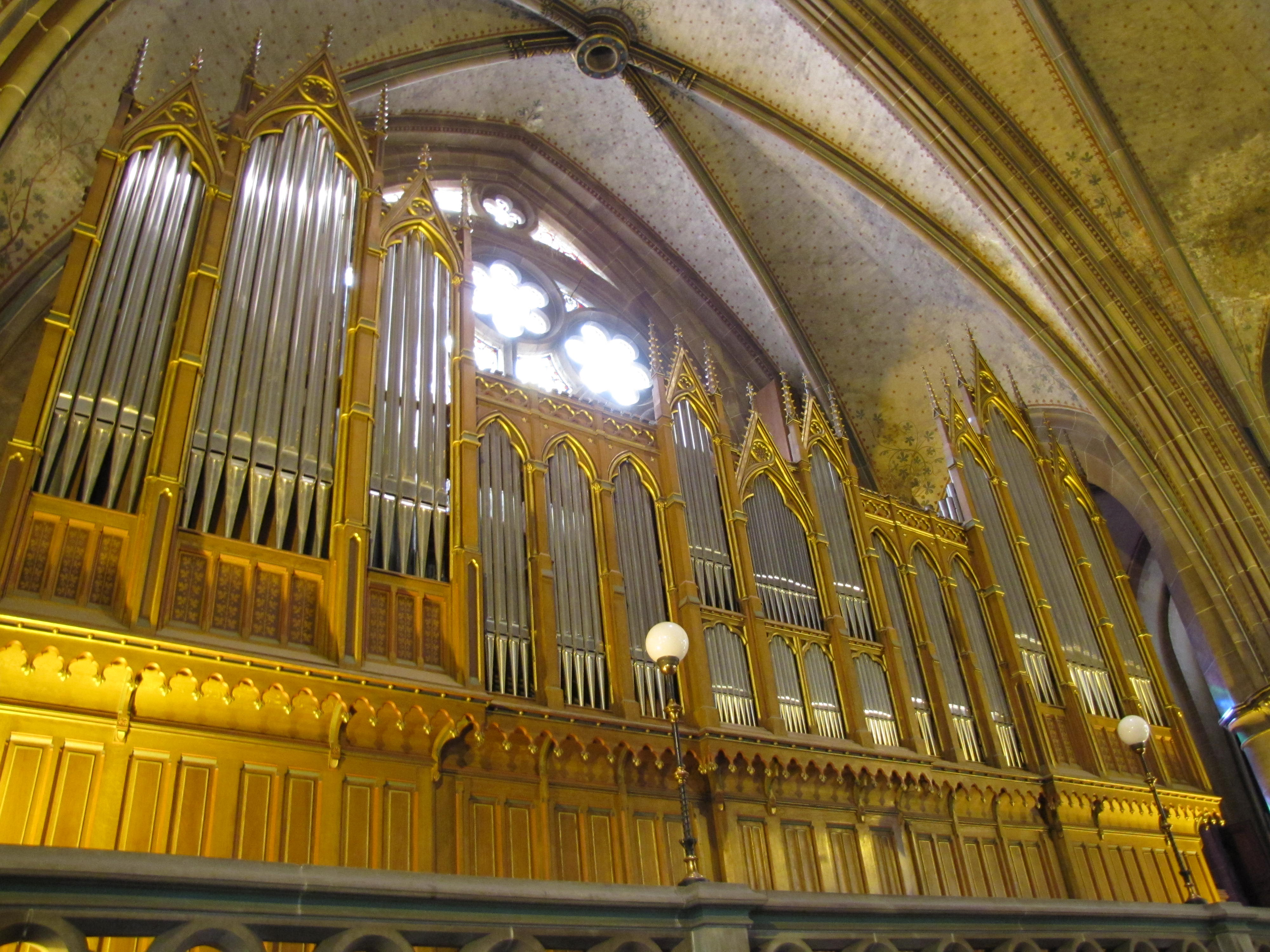
Walcker-Orgel

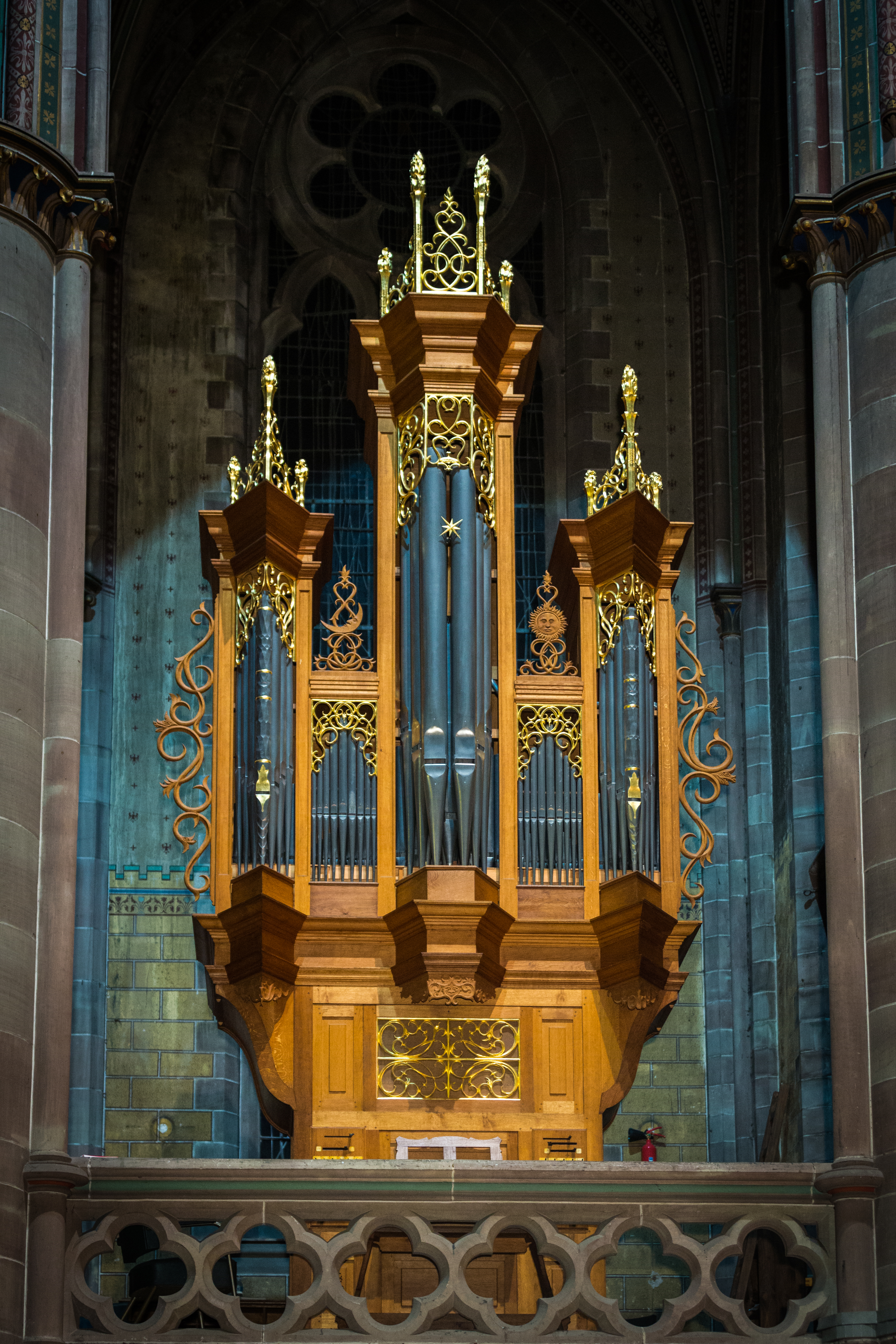
Querschifforgel

Die protestantische Paulskirche (Église Saint-Paul) ist ein neugotischer Sakralbau in Straßburg in der Neustadt, dem sogenannten „deutschen Viertel“. Die Kirche ist aufgrund ihrer spektakulären Lage an der südlichen Spitze der nördlichen Straßburger Ill-Insel Sainte-Hélène (Sankt Helena) inmitten der breitesten Stelle des Flusses eines der meistfotografierten Motive der Stadt.

## Geschichte
Die Kirche wurde von 1892 bis 1897 nach einem Entwurf des Architekten Louis Müller (1842–1898) als protestantische Garnisonkirche errichtet. Während sich die Fassade von den zwei 76 Meter hohen Türmen und der Farbauswahl des verwendeten Steins her an der Marburger Elisabethkirche orientiert, entspricht die allgemeine Anlage (große Breite, relativ geringe Länge, insgesamt 19 Eingänge) den Bedürfnissen eines von Militärs aller Rangordnungen besuchten Gottesdienstes. Von 1904 bis 1907 hatte die Kirche Altare und Altarteile aus der Werkstätte der Gebrüder Moroder erhalten. Das Langhaus (Gewölbehöhe: 20 m) sollte ursprünglich vier Joche zählen und rund fünf Meter länger sein, doch aufgrund von unvorhergesehenen technischen Schwierigkeiten, die bei der Errichtung der Fundamente entstanden waren und die Kosten in die Höhe getrieben hatten, wurde der als Lateinisches Kreuz geplante Bau zu einem Griechischen Kreuz. 1919, mit der Rückkehr des Elsass an Frankreich, wurde das Gebäude einer zivilen Gemeinde der Evangelisch-reformierten Kirche von Elsass und Lothringen (EPRAL) übertragen. Die Kirche wurde 1944 durch britische und amerikanische Bomben und am 11. August 1958 durch einen Hagelsturm beschädigt.

## Orgeln
An der Ausstattung bemerkenswert sind die beiden Orgeln. Die Hauptorgel aus der Werkstatt von Eberhard Friedrich Walcker ist mit ihren 240 Kubikmetern und ihrer 1934 auf 76 erweiterten Registerzahl eine der größten in weitem Umkreis. Ihre Disposition für drei Manuale und Pedal lautet folgendermaßen:
| I Grand Orgue C–g3       |        |
| Montre                   | 16′    |
| Flûte majeure            | 16′    |
| Montre                   | 08′    |
| Bourdon                  | 08′    |
| Flûte ouverte            | 08′    |
| Flûte harmonique         | 08′    |
| Gemshorn                 | 08′    |
| Violoncelle              | 08′    |
| Grosse Sesquialtera II0  | 5 1⁄3′ |
| Prestant                 | 04′    |
| Flûte à cheminée         | 04′    |
| Quinte                   | 2 ⁄3′  |
| Doublette                | 02′    |
| Tierce II                | 1 3⁄5′ |
| Septième                 | 1 ⁄7′  |
| Cornet V                 |        |
| Grande Fourniture II–III |        |
| Fourniture IV            |        |
| Cymbale III              |        |
| Bombarde                 | 16′    |
| Trompette                | 08′    |
| Clairon                  | 04′    |

| II Positif C–g3   |        |
| Quintaton         | 16′    |
| Salicional        | 16′    |
| Montre            | 08′    |
| Flûte harmonique0 | 08′    |
| Quintaton         | 08′    |
| Salicional        | 08′    |
| Unda maris        | 08′    |
| Fugara            | 04′    |
| Flûte             | 04′    |
| Gemshorn          | 04′    |
| Nasard            | 2 ⁄3′  |
| Doublette         | 02′    |
| Tierce            | 1 3⁄5′ |
| Larigot           | 1 ⁄3′  |
| Cornet III        |        |
| Fourniture II     |        |
| Plein-jeu IV–V    |        |
| Trompette         | 08′    |
| Basson            | 08′    |
| Cromorne          | 08′    |

| III Récit expressif C–g3 |        |
| Bourdon                  | 16′    |
| Diapason                 | 08′    |
| Cor de nuit              | 08′    |
| Flûte harmonique0        | 08′    |
| Viole de gambe           | 08′    |
| Voix céleste             | 08′    |
| Aéoline                  | 08′    |
| Principal                | 04′    |
| Flûte octaviante         | 04′    |
| Nasard                   | 2 ⁄3′  |
| Flageolet                | 02′    |
| Tierce                   | 1 3⁄5′ |
| Piccolo                  | 01′    |
| Cornet II–V              |        |
| Plein-jeu III            |        |
| Bombarde                 | 16′    |
| Trompette                | 08′    |
| Clairon                  | 04′    |
| Basson/Hautbois          | 08′    |
| Voix humaine             | 08′    |
| Trémolo                  |        |

| Pédale C–f1      |         |
| Principal basse0 | 32′     |
| Principal        | 16′     |
| Soubasse         | 16′     |
| Contrebasse      | 16′     |
| Bourdon          | 16′     |
| Grande quinte    | 10 2⁄3′ |
| Octave           | 08′     |
| Bourdon          | 08′     |
| Violoncelle      | 08′     |
| Grosse quinte    | 5 1⁄3′  |
| Prestant         | 04′     |
| Bombarde         | 16′     |
| Trompette        | 08′     |
| Clairon          | 04′     |

- Koppeln:
  - Normalkoppeln: II/I, III/I, III/II, I/P, II/P, III/P
  - Suboktavkoppeln: I/I, II/I, III/I, III/II
  - Superoktavkoppeln: I/I, II/I, III/I, III/II, I/P, II/P, III/P

Die 1976 in die ehemalige Kaiserempore eingebaute Orgel von Marc Garnier gilt Fachleuten als ebenso ästhetisch wie klanglich gelungen. Das mechanische Instrument besitzt im Hauptwerk Springladen, im Brustwerk und Pedal Schleifladen und verfügt in den Manualen 51 Orgelpfeifen pro Register (102 beim Tertian II, für die Mixture entsprechend), also sechs mehr, als die Klaviaturen Tasten haben. Für die Tasten Dis/Es und Gis/As sind jeweils zwei Pfeifen in der Orgel. Der Musiker kann hier mittels zweier horizontaler Hebel auswählen, welche der mitteltönig gestimmten Pfeifen auf der entsprechenden Taste erklingen soll. Im Pedal sind für jedes Register drei zusätzliche Pfeifen vorhanden (zweimal As und einmal Es). Die 11 Hebel für die Register des Grand Orgue werden vertikal, alle anderen Horizontal betätigt. Die Orgel hat folgende Disposition:
| I Grand Orgue CDEFGA–c3 |        |
| Montre                  | 08′    |
| Bourdon                 | 08′    |
| Quintadena              | 08′    |
| Octave                  | 04′    |
| Flûte pointue           | 04′    |
| Quinte                  | 2 ⁄3′  |
| Doublette               | 02′    |
| Terzian II (B+D)        | 1 3⁄5′ |
| Mixture (B+D)           |        |
| Tremblant               |        |

| II Positif pectoral CDEFGA–c3 |     |
| Régale                        | 08′ |

| Pédale CDEF–d1 |     |
| Soubasse       | 16′ |
| Octavebasse    | 08′ |
| Principal      | 04′ |
| Trompette      | 08′ |

- Koppeln: I/II als Schiebekoppel
- Spielhilfen: Tremulant, Zimbelstern, Nachtigall, diese drei wurden 2002 ergänzt.
- Stimmung: Mitteltönig bei A = 440 Hz

## Restaurierungsmaßnahmen

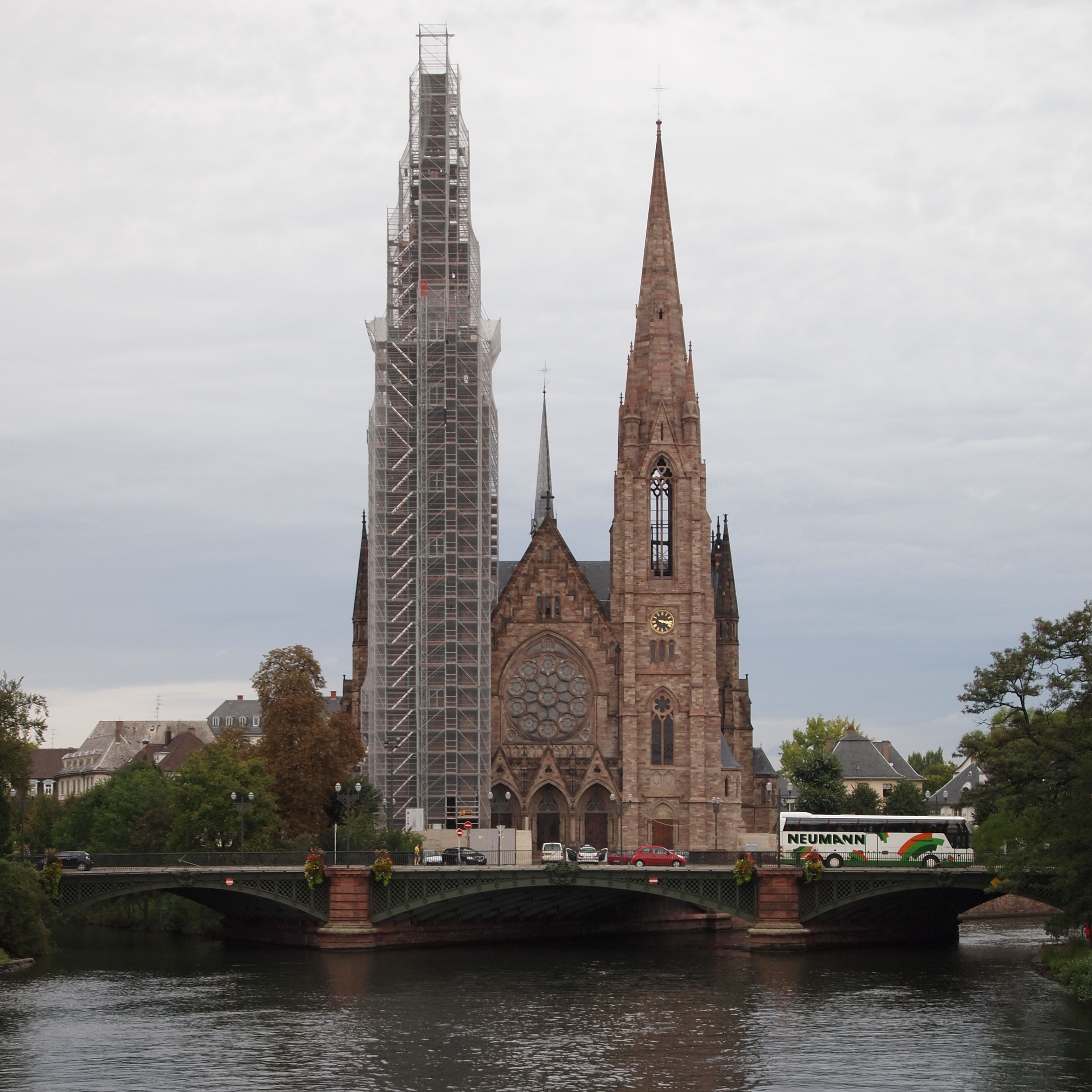
Im September 2011 war der Nordturm eingerüstet.

Im Mai 2009 wurde mit der Restaurierung des Fassadensüdturms begonnen. Bis Juni 2014 wurden dann nacheinander der Nordturm und der Mittelteil der Fassade mit den drei Hauptportalen restauriert und schließlich der Vorplatz neu gepflastert. Die Restaurierung der Seitenschiffe ist geplant (Stand: Juni 2014).